# Aquiles Serdán (ort i Mexiko, Tabasco, Macuspana, lat 17,78, long -92,28)
Aquiles Serdán är en ort i Mexiko.   Den ligger i kommunen Macuspana och delstaten Tabasco, i den sydöstra delen av landet, 700 km öster om huvudstaden Mexico City. Aquiles Serdán ligger 6 meter över havet och antalet invånare är 4 277.
Terrängen runt Aquiles Serdán är mycket platt. Runt Aquiles Serdán är det ganska tätbefolkat, med 65 invånare per kvadratkilometer. Aquiles Serdán är det största samhället i trakten. Trakten runt Aquiles Serdán består till största delen av jordbruksmark.